# Joe Whalen
Pour les articles homonymes, voir Whalen.
Joe Whalen  né en 1916, décédé en 1994 est un joueur américain de tennis des années 1930.

## Palmarès
- US Pro : Vainqueur en 1936 ; Demi-finaliste en 1937